# باکتری بنفش

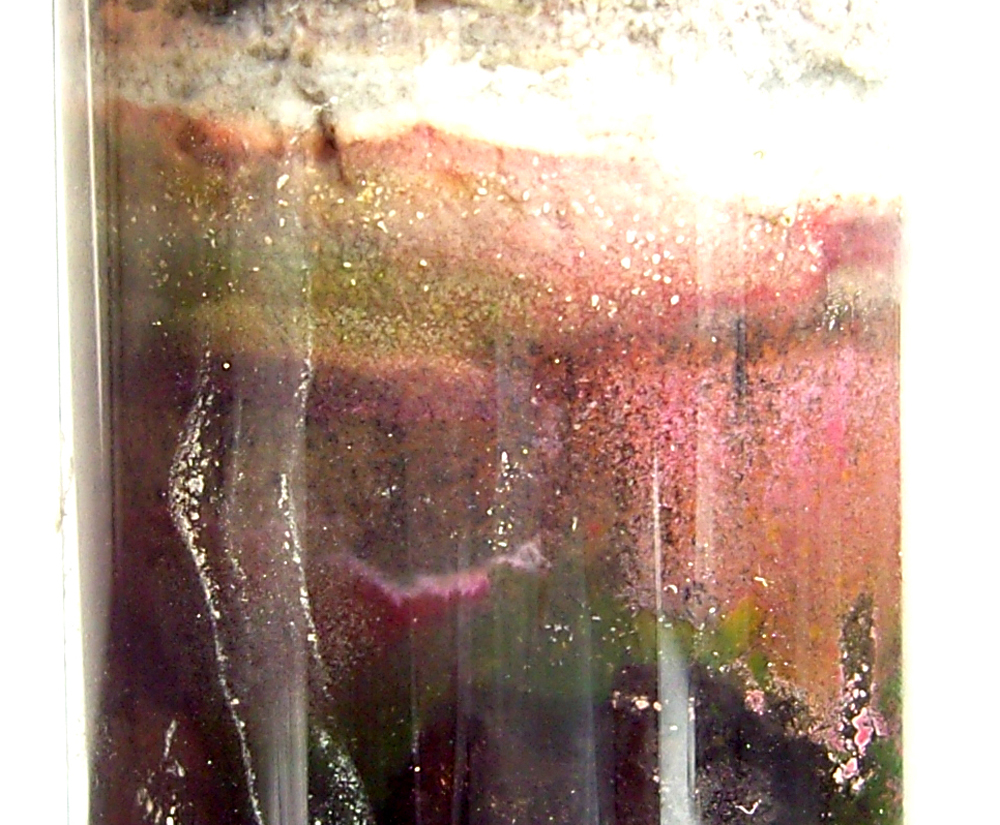
باکتری بنفش که در ستون وینوگرادسکی رشد کرده‌است

باکتری‌های بنفش یا باکتری‌های فتوسنتزی ارغوانی، پروتئوباکتری‌های گرم منفی هستند که فتوتروف هستند و می‌توانند غذای خود را از طریق فتوسنتز تولید کنند. آن‌ها دارای باکتریوکلروفیل a یا b همراه با کاروتنوئیدهای مختلف هستند که به آن‌ها رنگ‌هایی بین بنفش، قرمز، قهوه‌ای و نارنجی می‌دهد. آن‌ها ممکن است به دو گروه تقسیم شوند - باکتری‌های بنفش گوگردی (Chromatiales، تا حدی) و باکتری‌های بنفش غیر گوگردی (Rhodospirillaceae). باکتری‌های بنفش، فتوتروف‌های بدون اکسیژن هستند که به‌طور گسترده در طبیعت پراکنده هستند، به‌ویژه در محیط‌های آبی، که در آن اکسیژن وجود دارد که به سنتز رنگدانه‌های آن‌ها کمک می‌کند.

## آرایه‌شناسی
باکتری‌های بنفش متعلق به شاخهٔ سودومونادوتا هستند. این گروه توسط کارل ووز در سال ۱۹۸۷ تأسیس شد و آن را «باکتری‌های بنفش و بستگان آن‌ها» نامید، البته این نام ممکن است مناسب نباشد زیرا بیشتر آن‌ها بنفش یا فتوسنتزی نیستند. باکتری‌های بنفش بین ۳ دسته توزیع می‌شوند: آلفاپروتئوباکتری‌ها، بتاپروتئوباکتریا و گاماپروتئوباکتری‌ها که هر کدام با یک فنوتیپ فتوسنتزی مشخص می‌شوند. دستهٔ آلفا شامل گونه‌های مختلف باکتری ارغوانی فتوسنتزی (برای مثال: رودوسپیریلوم، رودوپسودوموناس و رودومیکروبیوم) است، اما برخی از گونه‌های ارغوانی غیر فتوسنتزی از سرده‌های با متابولیسم نیتروژن (ریزوبیوم،  نیتروباکتر) را نیز در بر می‌گیرد، در حالی که در بتاپروتئوباکتریا گونه‌های فتوسنتزی کمی وجود دارد.
- رودوسپیریل‌ها
  - Rhodospirillaceae، برای مثال، رودوسپیریلوم روبروم
  - Acetobacteraceae، برای مثال رودوپیلا گلوبیفورمیس
- هیفومیکروبی‌ها
  - Nitrobacteraceae، برای مثال رودوسودوموناس پالوستریس
  - Hyphomicrobiaceae، برای مثال رودومیکروبیوم
  - Rhodobiaceae، برای مثال رودوبیوم
- خانواده‌های دیگر
  - Rhodobacteraceae، برای مثال رودوباکتر
  - Rhodocyclaceae، برای مثال رودوسیکلوس
  - Comamonadaceae، برای مثال رودوفراکس

## سیر فرگشتی
پژوهشگران این نظریه را مطرح کرده‌اند که برخی از باکتری‌های بنفش به میتوکندری مربوط می‌شوند، انواعی از باکتری‌های همزیست در سلول‌های گیاهی و جانوری امروزی که به‌عنوان اندامک عمل می‌کنند. مقایسهٔ ساختار پروتئین آن‌ها نشان می‌دهد که یک نیای مشترک در آن‌ها وجود دارد.